# 45. Międzynarodowy Festiwal Filmowy w Berlinie
45. Międzynarodowy Festiwal Filmowy w Berlinie odbył się w dniach 9-22 lutego 1995 roku. W konkursie głównym zaprezentowano 23 filmy pochodzące z 14 różnych krajów.
Jury pod przewodnictwem izraelskiej archiwistki Lii van Leer przyznało nagrodę główną festiwalu, Złotego Niedźwiedzia, francuskiemu filmowi Przynęta w reżyserii Bertranda Taverniera. Drugą nagrodę w konkursie głównym, Srebrnego Niedźwiedzia − Nagrodę Specjalną Jury, przyznano amerykańskiemu filmowi Dym w reżyserii Wayne'a Wanga oraz grającemu w nim główną rolę aktorowi Harveyowi Keitelowi.
Honorowego Złotego Niedźwiedzia za całokształt twórczości odebrał francuski aktor Alain Delon. W ramach festiwalu odbyła się retrospektywa twórczości amerykańskiego komika epoki kina niemego Bustera Keatona.

## Członkowie jury

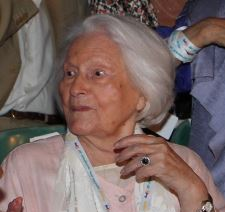
Przewodnicząca jury konkursu głównego Lia van Leer.

### Konkurs główny
- Lia van Leer, założycielka Izraelskiego Archiwum Filmowego i MFF w Jerozolimie − przewodnicząca jury[3]
- Georgi Djułgerow, bułgarski reżyser
- Siqin Gaowa, chińska aktorka
- Alfred Hirschmeier, niemiecki scenograf
- Christiane Hörbiger, austriacka aktorka
- Wadim Jusow, rosyjski operator filmowy
- Dave Kehr, amerykański krytyk filmowy
- Michael Kutza, założyciel MFF w Chicago
- Pilar Miró, hiszpańska reżyserka
- Tsai Ming-liang, tajwański reżyser

## Selekcja oficjalna

### Konkurs główny
Następujące filmy zostały wyselekcjonowane do udziału w konkursie głównym o Złotego Niedźwiedzia i Srebrne Niedźwiedzie:
| Tytuł polski              | Tytuł oryginalny                        | Reżyseria                               | Kraj produkcji    |
| ------------------------- | --------------------------------------- | --------------------------------------- | ----------------- |
| Uzależnienie              | The Addiction                           | Abel Ferrara                            | Stany Zjednoczone |
| Przynęta                  | L'appât                                 | Bertrand Tavernier                      | Francja           |
| Przed wschodem słońca     | Before Sunrise                          | Richard Linklater                       | Stany Zjednoczone |
| Błękitna willa            | Un bruit qui rend fou                   | Alain Robbe-Grillet i Dimitri de Clercq | Francja           |
| Pocałunek motyla          | Butterfly Kiss                          | Michael Winterbottom                    | Wielka Brytania   |
| Zaułek cudów              | El callejón de los milagros             | Jorge Fons                              | Meksyk            |
| Sto i jedna noc           | Les cent et une nuits de Simon Cinéma   | Agnès Varda                             | Francja           |
| Cień księżyca             | Colpo di luna                           | Alberto Simone                          | Włochy            |
| Powrót do źródeł          | 归土 Gui tu                             | Raymond Leung                           | Hongkong          |
| Hades                     | Hades                                   | Herbert Achternbusch                    | Niemcy            |
| Rumieniec                 | 红粉 Hong fen                           | Li Shaohong                             | Chiny             |
| Czerwona róża, biała róża | 紅玫瑰白玫瑰 Hong mei gui bai mei gui   | Stanley Kwan                            | Hongkong          |
| Naiwniak                  | Nobody's Fool                           | Robert Benton                           | Stany Zjednoczone |
| Letni śnieg               | 女人四十 Nu ren si shi                  | Ann Hui                                 | Hongkong          |
| Sztuka dla pasażera       | Пьеса для пассажира Pjesa dlia pasażyra | Wadim Abdraszytow                       | Rosja             |
| Król rzeki                | El rey del río                          | Manuel Gutiérrez Aragón                 | Hiszpania         |
| Sh'Chur                   | שחור Sh'Chur                            | Shmuel Hasfari                          | Izrael            |
| Zrozumieć ciszę           | Silent Fall                             | Bruce Beresford                         | Stany Zjednoczone |
| Dym                       | Smoke                                   | Wayne Wang                              | Stany Zjednoczone |
| Góry Taebaek              | 태백산맥 Taebaek sanmaek                | Im Kwon-taek                            | Korea Południowa  |
| Ti kniver i hjertet       | Ti kniver i hjertet                     | Marius Holst                            | Norwegia          |
| Transatlantis             | Transatlantis                           | Christian Wagner                        | Niemcy            |
| Gdy zapada noc            | When Night Is Falling                   | Patricia Rozema                         | Kanada            |

### Pokazy pozakonkursowe
Następujące filmy zostały wyświetlone na festiwalu w ramach pokazów pozakonkursowych:
| Tytuł polski | Tytuł oryginalny | Reżyseria             | Kraj produkcji    |
| ------------ | ---------------- | --------------------- | ----------------- |
| Obietnica    | Das Versprechen  | Margarethe von Trotta | Niemcy            |
| Quiz Show    | Quiz Show        | Robert Redford        | Stany Zjednoczone |

## Laureaci nagród

### Konkurs główny
Złoty Niedźwiedź
- Przynęta, reż. Bertrand Tavernier

Srebrny Niedźwiedź − Nagroda Specjalna Jury
- Dym, reż. Wayne Wang − nagrodę przyznano również odtwórcy głównej roli Harveyowi Keitelowi

Srebrny Niedźwiedź dla najlepszego reżysera
- Richard Linklater − Przed wschodem słońca

Srebrny Niedźwiedź dla najlepszej aktorki
- Josephine Siao − Letni śnieg

Srebrny Niedźwiedź dla najlepszego aktora
- Paul Newman − Naiwniak

Srebrny Niedźwiedź za wybitne osiągnięcie artystyczne
- Li Shaohong za wizualny kształt filmu Rumieniec

Srebrny Niedźwiedź
- Wadim Abdraszytow za oryginalny styl i temat filmu Sztuka dla pasażera

Wyróżnienie honorowe
- Cień księżyca, reż. Alberto Simone za wybitne role drugiego planu
- Sh'Chur, reż. Shmuel Hasfari za wyjątkowe połączenie realizmu i magii
- Zaułek cudów, reż. Jorge Fons za oryginalność narracyjną

### Konkurs filmów krótkometrażowych
Złoty Niedźwiedź dla najlepszego filmu krótkometrażowego
- Powtórka, reż. Michaela Pavlátová

### Pozostałe nagrody
Nagroda FIPRESCI
- Dym, reż. Wayne Wang

Nagroda Jury Ekumenicznego
- Letni śnieg, reż. Ann Hui

Honorowy Złoty Niedźwiedź za całokształt twórczości
- Alain Delon